# 半人馬座V809
半人馬座V809，又名CP-60 3011，HD 100198、SAO 251437、HR 4438，是半人馬座的一颗恒星，视星等为6.38，位于銀經293.45，銀緯0.11，其B1900.0坐标为赤經11h 26m 40.3s，赤緯-60° 0.11′ 36″。